# Râul Racoșa, Arieș
Pârâul Racoșa (în maghiară Rákos-patak) este un mic afluent de dreapta al râului Arieș. 

## Generalități
Izvorăște într-o zonă cu exces de umiditate a terasei I a Arieșului, la sud de cartierul Poiana din municipiul Turda, străbate parțial municipiul Câmpia Turzii, face un ocol pe marginea lui estică și se varsă în Arieș la periferia municipiului, la est de cartierul Sâncrai. 
Are o lungime totală de cca 5 km.
Harta Iosefină din 1769-1773 (sectio 110) prezintă (fără nume) traseul pârâului, de la izvor până la vărsare, în perioada de preurbanizare a zonei.
A fost în trecut puternic poluat de reziduurile fluide ale uzinei "Industria Sârmei" din Câmpia Turzii.